# 2013年世界田径锦标赛捷克代表团
参加在 俄羅斯莫斯科举行的2013年世界田径锦标赛的捷克代表团获得了一枚金牌和一枚铜牌，在奖牌榜上排第10名。

## 获得的奖牌
| 奖牌 | 运动员         | 项目        |
| ---- | -------------- | ----------- |
| 金牌 | Zuzana HEJNOVÁ | 女子400米栏 |
| 銅牌 | Lukáš MELICH   | 男子链球    |

## 引用
1. ↑  . 国际田联.   [2013-08-16]. （原始内容存档于2018-01-08）.（英文）